# Кейсвил
Кейсвил (на английски: Kaysville) е град в окръг Дейвис, щата Юта, САЩ. Кейсвил е с население от 20 351 души (2000) и обща площ от 26,1 km². Намира се на 1328 m надморска височина. ЗИП кодът му е 84037, а телефонният му код е 385, 801.